# François Huet

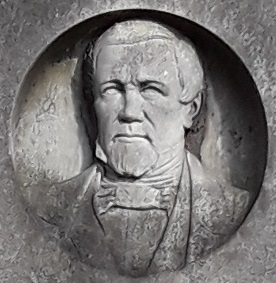
François Huet

François Huet (Villeau (Frankrijk), 26 december 1814 - Parijs, 1 juli 1869) was hoogleraar aan de Rijksuniversiteit Gent en was een voorloper van het christelijk-sociaal of utopisch denken.

## Levensloop
De ouders van François Huet waren landbouwers en hij groeide op in een bescheiden milieu. Toen hij tien was kwamen zijn ouders hun geluk beproeven in Parijs. Veelbelovend student, werd hij zonder collegegeld aanvaard in het Collège Stanislas waar hij in 1833 en 1834 de hoogste prijzen wegkaapte. Terwijl hij verder studeerde, gaf hij lessen om zijn familie te kunnen onderhouden. Hij werd repetitor geschiedenis aan het Collège Rollin.
Hoewel hij pas in 1838 een doctoraat behaalde, werd hij al in 1835 benoemd tot buitengewoon hoogleraar aan de universiteit van Gent. Hij doceerde er gedurende vijftien jaar wijsbegeerte en verwierf een stijgend prestige.
Buiten de cursusuren, verenigde hij in zijn woning een kleine groep studenten om er de 'sociale problemen' te bespreken. Op 13 juni 1846 organiseerde het groepje zich officieel als de Société Huet, een door de universiteit erkende studentenvereniging. Ondertussen was Huet in 1845 getrouwd met een Franse onderwijzeres. Het huwelijk bleef kinderloos.
De politieke ideeën van Huet situeerden zich in de lijn van een christelijk socialisme, dat vrijheid en sociale rechtvaardigheid wilde verzoenen. Dit wekte argwaan in sommige milieus. In 1848 droegen Huet en verschillende van zijn studenten bij toen een Gentse krant een geldinzameling hield ten voordele van slachtoffers van de Februarirevolutie in Frankrijk. Verschillende leden werkten ook mee met de als progressief zo niet subversief beschouwde De Broedermin.
De gouverneur van Oost-Vlaanderen klaagde Huet aan bij de minister van Binnenlandse zaken Charles Rogier als een 'actieve agent van republikeinse propaganda'.
Kampende met gezondheidsproblemen en moe van de aanvallen die tegen hem gericht werden, vroeg hij in april 1850 zijn pensioen aan. Hij werd bliksemsnel met een gering pensioen tot emeritus verklaard. Zijn studenten organiseerden een huldemanifestatie en offreerden hem een gouden medaille met het opschrift: A François Huet, ses élèves reconnaissants - Science, Loyauté, Vertu.
Teruggekeerd in Parijs, wijdde Huet zich volledig aan zijn wijsgerig oeuvre. Naast zijn publicaties, gaf hij om den brode privélessen. Een van zijn leerlingen was Milan Obrenović, die in 1868 zijn vermoorde oom Michaël III als koning van Servië opvolgde. Huet vergezelde hem naar Belgrado, maar kwam al snel naar Parijs terug. Hij werd er aan de galblaas geopereerd en overleed aan de gevolgen van verwikkelingen.
De filosofie van Huet werd geïnspireerd door republikeinse en socialistische premissen en wilde het christendom en het socialisme verzoenen. Voor hem lag het evangelie aan de basis zowel van het socialisme als van het republikeinse liberté, égalité, fraternité. Men moest terugkeren naar het oorspronkelijke christendom en dat veronderstelde een scheiding van kerk en staat. De staat, anderzijds, was volgens Huet tegenstrijdig met anarchisme, met communisme (in de zin van verbod van privé-eigendom) en evenzeer met economisch liberalisme. Hij predikte een zacht socialisme, gebaseerd op het principe 'bemin uw naaste zoals uzelf'.
Tegen het eind van zijn leven nam Huet afstand van zijn levenslange christelijke overtuigingen en werd hij burgerlijk begraven.

## Gentse en Belgische invloed
François Huet was een charismatische personaliteit, die een sterke invloed had op zijn studenten en bijdroeg tot de verspreiding van socialistische ideeën, vooral in de progressieve liberale milieus.
Tijdens zijn relatief korte professoraat had hij grote invloed op enkele latere Gentse professoren. Aan de bijeenkomsten van de Société Huet namen onder andere Gustave Callier (1819-1863) en Jacob Heremans (1825-1884) deel. Nog andere prominente liberale figuren werden duidelijk door hem en door de studiekring beïnvloed. Dit was het geval met Paul Voituron, Emile de Laveleye, Charles Leirens, Prosper De Paepe, Charles Waelbroeck en Nicolas Reyntiens.
Sommigen speelden een belangrijke rol in het Gentse politieke leven. Anderen beïnvloedden het denken in België. Ze lagen mee aan de basis van de overstap vanaf 1885 van een hele groep radicale liberalen (Emile Vandervelde, Paul Janson enz.) naar de Belgische Werkliedenpartij.

## Publicaties
- De Baconis Verulamii philosophii (doctoraatsverhandeling), Parijs, 1838.
- Recherches historiques et critiques sur la vie, les ouvrages et la doctrine de Henri de Gand, 1838.
- Discours sur la réformation de la philosophie au dix-neuvième siècle, 1843.
- Éléments de philosophie pure et appliquée, 1848.
- Cours de philosophie, anthropologie et logique, 1850.
- Le Règne social du christianisme, 1852.
- Essais sur la réforme catholique (samen met zijn leermeester Jean Baptiste Bordas-Demoulin), 1856.
- Histoire de la vie et des ouvrages de Bordas-Demoulin, 1861.
- La Sujétion temporelle des papes, 1862.
- La Science de l'esprit, principes généraux de philosophie pure et appliquée, 1864.
- La Révolution religieuse au dix-neuvième siècle, 1868.
- La révolution philosophique au dix-neuvième siècle (fragments posthumes), 1871.